# Col d'Izoard

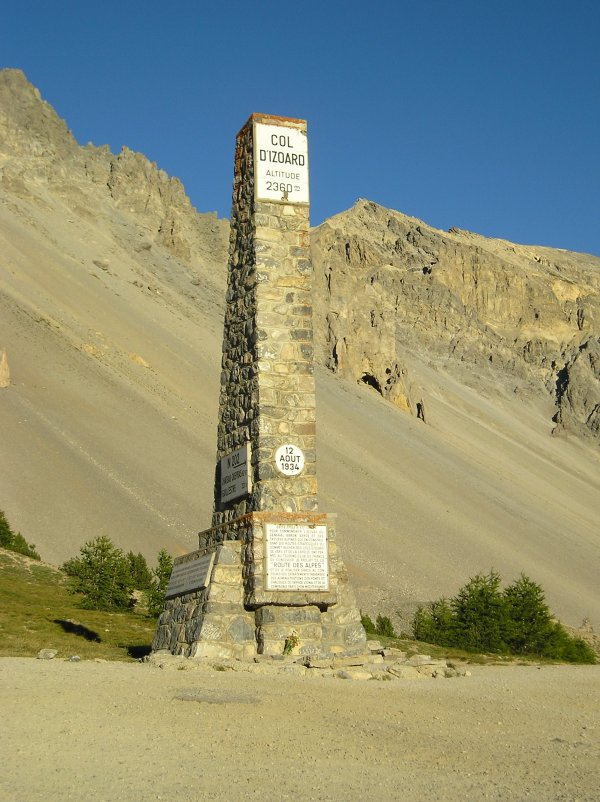
Minnesmärke på toppen av Col d'Izoard.

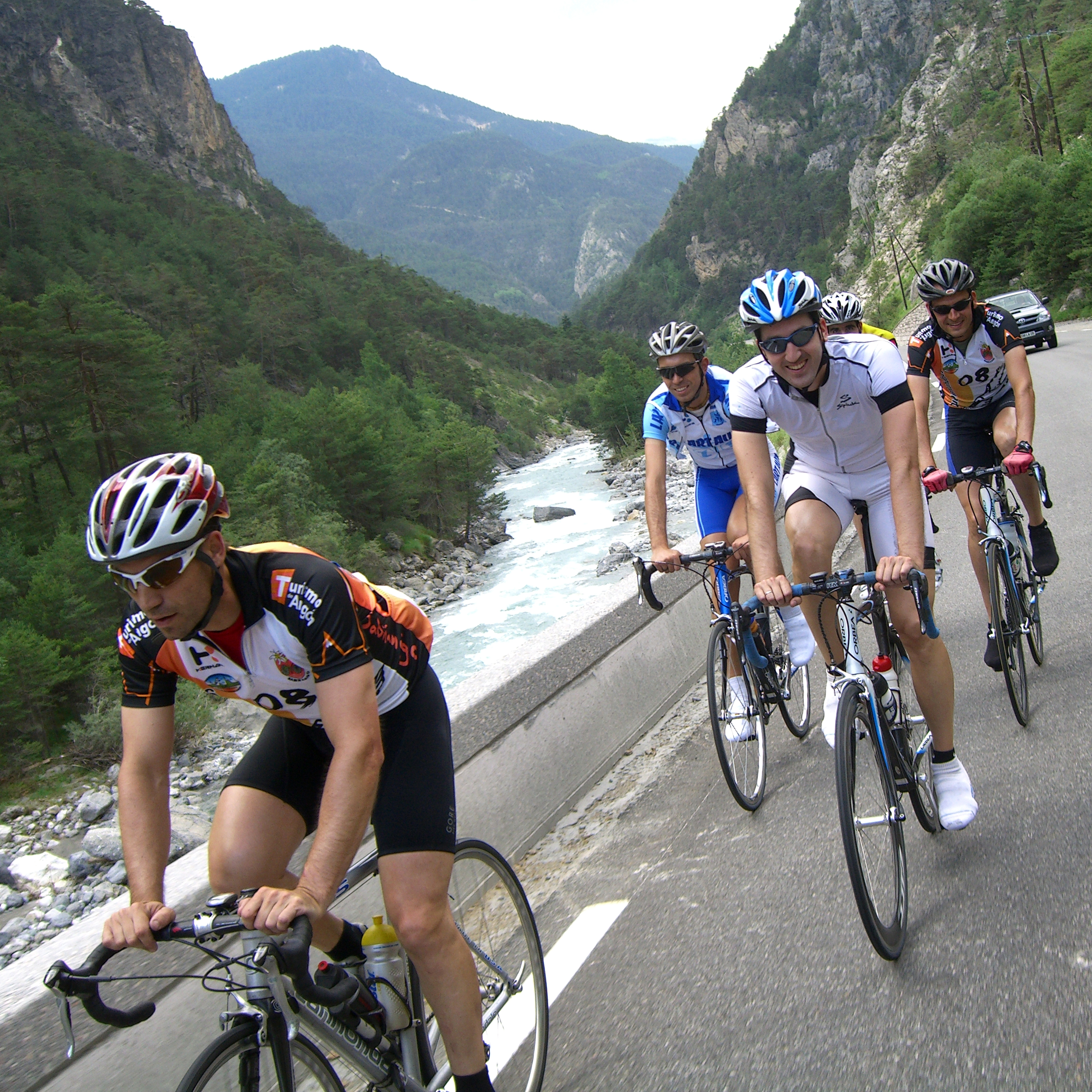
Tour de France på Col d'Izoard.

Col d'Izoard, är ett bergspass i de franska Alperna i Hautes-Alpes. Det är berömt för att Tour de France ofta passerar här och för att det har tuffaste klassificeringen, det vill säga hors catégorie, i franska cykeltävlingar. Även Giro d'Italia har passerat här. Höjd 2 360 meter över havet. Snittlutningen är 4,5 % och maxlutningen är 11 %. Stigningen är 31,7 km.